# ひたすらに
『ひたすらに』は、2010年にリリースされた来生たかおの24枚目のオリジナルアルバム（CD〈規格品番：ANOC-6157〉）である。

## 概要
※原則的に、来生たかおは“来生”に省略、来生えつこは“来生えつこ”と表記。
2010年12月12日「TEN YEARS ONLINE SHOP」 で先行リリースされた（一般店頭リリースは2011年2月23日）。
書き下ろしのオリジナル6曲（1 - 6曲目）に加え、2010年7月にオフィシャルホームページやコンサート会場で募ったリクエストを基にセルフカヴァー7曲（7 - 13曲目）を収録している。リクエストに際しては代表曲を外すという趣旨もあり、かなり古い楽曲や意外な楽曲も寄せられたという。また、来生自身がカヴァーしてみたいと思っていた提供曲や、異なるアプローチでリメイクしてみたいと考えていた自演曲も選考に含まれ、“今の自分らしさ”を基軸に哀愁漂うリラックスした雰囲気を目指したことを明かしている。
アルバムタイトルは、デビュー以来、音楽一筋にやって来た来生の姿勢が反映されており、収録曲の「ひたすらに」が完成した時、来生えつこからの提案で決定した。来生は同曲と「針の雨」が完成した時、本アルバムが作れそうな気がしたという。
来生えつこによれば、作詞はなかなか言葉が浮かばずに苦戦したという。タイトルになりそうな言葉が浮かんでやっと書き始めるという状態で、なかなか一気に仕上げられなかったことを明かしている。また“還暦の弟と還暦を過ぎた姉が余力を絞り出した”と表現しつつも、今後もひたすらにやって行く決意を述べている。
ジャケットには、廊下とそれを取り巻く5枚の扉が白を基調に描かれている。左側に配された扉には奥から「1976」「1977」、右側のそれには手前から「2009」「2010」、真ん中の突き当たりの扉には「2011 T.KISUGI」と記され、歌手デビューの年（1976年）から本アルバムの店頭リリース年（2011年）へと続くアーティスト活動の歴史がモチーフになっている。また、ブックレットの裏表紙では「2011 T.KISUGI」の扉が開こうとしている。題字は前アルバム『余韻』と同様、来生えつこの自筆である。
ブックレットには来生の自邸にあるに仕事部屋の写真が使用され、アップライトピアノに向かう来生自身や、ギルバート・オサリバンやザ・ビートルズ、小津安二郎等、敬愛する人物のジャケットが飾られた室内が写っている。その中には、自らのアイディアで撮影した『遊歩道』のジャケットも見られる。
編曲には、来生のペンネームである矢倉銀や、バックバンド“スタートル”のメンバー、前アルバム『余韻』に引き続き、渡辺俊幸が参加している。また、クレジットされていないが、ストリングスにはTSUKEMENのKENTA、TAIRIKUが参加している。
なお、収録楽曲リクエストに応募した上で「TEN YEARS ONLINE SHOP」にて本アルバムを注文した購入者には、購入特典として2曲入りのライヴ盤『来生たかお リクエスト特典CD』が贈呈された。

## パッケージの体裁

### ディスクジャケット
オリジナル版CD：ジュエルケースにブックレットを挿入

### 帯のコピー
デビュー35周年を迎え、さらに磨き上げられた格調高い哀愁のメロディ。 自身のオリジナル曲リメイクを含めた珠玉の名曲の数々。

## 収録曲
1. ひたすらに（5:34）
  - 作詞：来生えつこ ／ 作曲：来生たかお ／ 編曲：矢倉銀／RYUMEI／山崎教昌
  - 来生は、本曲と「針の雨」を完成させた時、本アルバムを作れそうな気がしたという[2]。
2. 海を見に行く（5:32）
  - 作詞：来生えつこ ／ 作曲：来生たかお ／ 編曲：矢倉銀／RYUMEI
3. あてどなく（5:28）
  - 作詞：来生えつこ ／ 作曲：来生たかお ／ 編曲：渡辺俊幸
4. 思い出の種（4:38）
  - 作詞：来生えつこ ／ 作曲：来生たかお ／ 編曲：矢倉銀／RYUMEI
5. とにかく自然に（4:22）
  - 作詞：来生えつこ ／ 作曲：来生たかお ／ 編曲：矢倉銀／RYUMEI
6. 針の雨（5:48）
  - 作詞：来生えつこ ／ 作曲：来生たかお ／ 編曲：渡辺俊幸
  - 来生は、本曲と「ひたすらに」を完成させた時、本アルバムを作れそうな気がしたという[2]。
7. あなたのポートレート（4:39）
  - 作詞：来生えつこ ／ 作曲：来生たかお ／ 編曲：RYUMEI
  - 中森明菜への提供曲のカヴァーである。本アルバムのリリースの前に『来生たかおソロライブ Stand Alone 2007』『来生たかおソロライブ Stand Alone 2008』でカヴァーされた事もある。なお、中森版はサビから始まるが、本作では構成が変更されている。
  - リクエストの上位に挙がったという。来生は中森のデビューシングル用に作った3曲の中で最も気に入っており、いつかはカヴァーしたかったという[2]。
8. Goodbye Dream（4:44）
  - 作詞：来生えつこ ／ 作曲：来生たかお ／ 編曲：矢倉銀／RYUMEI
  - 第16弾オリジナルシングル「そっとMIDNIGHT」のB面に収録された楽曲のセルフカヴァーである。
  - 来生は、リクエストの有無にかかわらずゆったりとした編曲でリメイクしてみたかったという[1]。
9. そしてほのかに夏は行く（4:53）
  - 作詞：来生えつこ ／ 作曲：来生たかお ／ 編曲：矢倉銀／RYUMEI
  - オリジナルアルバム『Étranger』に収録された楽曲のセルフカヴァーである。
  - 来生自身は、オリジナルの編曲や歌のキーの問題で本曲にあまり良い印象を持っておらず候補に挙げていなかったが、ファンや周囲のリクエストに応えたという。その結果、なかなか良い楽曲と思ったことを明かしている[2]。また、キーの問題でメロディーは一部改変されている。
10. 夢の肌（4:45）
  - 作詞：来生えつこ ／ 作曲：来生たかお ／ 編曲：矢倉銀／RYUMEI
  - オリジナルアルバム『Sparkle』に収録された楽曲のセルフカヴァーである。
  - 来生は、オリジナルよりゆったりした感じでやってみたかったという[1]。
11. 心のゆくえ（5:05）
  - 作詞：来生えつこ ／ 作曲：来生たかお ／ 編曲：矢倉銀／RYUMEI
  - Hi-Fi SETへの提供曲のカヴァーである。本アルバムのリリースの前に、ライヴビデオ『TAKAO KISUGI 30th Anniversary X'mas Concert 2005 avantage』、ライヴアルバム『Try to remember』にライヴヴァージョンが収録されている。
  - 来生は、ライヴの編曲に不満があったため、改めてきっちり仕上げたかったという[1]。また、メロディーは一部改変されている。
12. あした晴れるか（5:12）
  - 作詞：来生えつこ ／ 作曲：来生たかお ／ 編曲：RYUMEI
  - 第19弾オリジナルシングルになった楽曲のセルフカヴァーである。
  - 来生によれば、ファンだけでなく身内やスタッフからもリクエストが多かったという[1]。
13. 恋人の領分（4:40）
  - 作詞：来生えつこ ／ 作曲：来生たかお ／ 編曲：矢倉銀／RYUMEI
  - 元々桑江知子への提供曲で、来生は本アルバムのリリースの前に何度かライヴでカヴァーしており、また、1985年にはファンクラブ「TAKAO CLUB」のダイジェスト会報『DECADE』に添付されたカセットテープ「オ・マ・ケ」で弾き語りを収録した事もある。
  - 来生は歌詞もメロディーも気に入っており、今回カヴァーしたという[2]。

## 参加ミュージシャン
- Piano：倉田信雄（3,6）、山崎教昌（1）
- Acoustic Guitar：小田木隆明(RYUMEI)（1,2,4,5,7 - 13）、田代耕一郎（3,6）
- Electric Guitar：小田木隆明(RYUMEI)（1,2,4,5,7 - 13）
- Gut Guitar：田代耕一郎（3,6）
- Electric Bass：渡辺直樹（3,6）
- Drams：島村英二（3,6）
- Latin percussion：木村“キムチ”誠（3,6）
- Strings：篠崎正嗣（3,6）
- English Horn：庄司さとし（3,6）
- Conductor：渡辺俊幸（3,6）
- Chorus：小田木隆明(RYUMEI)（1,2,4,5,7 - 13）
- Sound Architect：小田木隆明(RYUMEI)（1,2,4,5,7 - 13）

## 参加スタッフ
- Recording Engineer：高橋宏幸、坂知学（ワンダーステーション）
- Assistant Engineer：原一（一口坂スタジオ）、関克徳（ワンダーステーション）
- Mastering Engineer：山口貴規（東京CDセンター）
- Coordinate：フェイスミュージック
- Photographs：三島浩
- Design：大井尚（イサカ）
- Artist Manager：小松裕二、島崎有紀、来生孝平、福永恵（テン・イヤーズ）
- Executive Producer：安西範康
- Product Manager：小林祐一、松本裕史
- 協力：テン・イヤーズ、サウンドマン
- Special Thanks：Etsuko Studio、源井和仁（ビコーズ）、渡辺智加